# Brahim Sahnouni
Brahim Sahnouni, né le 1er janvier 1912 à Bouderhem (actuellement El Hamma en Algérie) et mort le 20 février 1999 à Paris 14e, est un homme politique français.

## Biographie
Il est également sénateur de la Communauté française.